# Burkard Krug
Burkard Martin Gustav Krug (* 28. Juni 1930 in Helsinki; † 15. April 2006 in Bad Hersfeld) war ein evangelischer Pfarrer und Theologe.
Burkard Krug studierte Theologie in Marburg, Heidelberg und Helsinki. Nach seiner theologischen Promotion (Marburg 1956) und Ordination arbeitete er zunächst als Vikar in Fritzlar. Von 1956 bis 1965 war er Pfarrer in Helsa bei Kassel. Am 1. November 1965 wechselte er als Pfarrer an die Stadtkirche in Bad Hersfeld. Am 30. Juni 1992 wurde er pensioniert. 
Er war Professor für Kirchengeschichte an Freien Theologischen Akademien in Basel, Seeheim und Brecklum. Johannes Rau verlieh ihm 2002 das Bundesverdienstkreuz am Bande. Er war Ehrenvorsitzender des Arbeitskreises Christlicher Publizisten.

## Werke
- Die Rechtfertigungslehre in der finnischen Erweckungsbewegung im 19. Jahrhundert und ihre Bedeutung für Seelsorge und Verkündigung. Düsseldorf 1957.
- Paavo Ruotsalainen: Ein Zeuge der Erweckung in Finnland. Gießen 1969.
- Erweckung im hohen Norden. Streiflichter aus den Erweckungsbewegungen in Skandinavien. Neuhausen-Stuttgart 1974.
- Krug verfasste 40 Artikel im Biographisch-Bibliographischen Kirchenlexikon (BBKL)

| Personendaten    | Personendaten                                |
| ---------------- | -------------------------------------------- |
| NAME             | Krug, Burkard                                |
| ALTERNATIVNAMEN  | Krug, Burkard Martin Gustav                  |
| KURZBESCHREIBUNG | deutscher evangelischer Pfarrer und Theologe |
| GEBURTSDATUM     | 28. Juni 1930                                |
| GEBURTSORT       | Helsinki                                     |
| STERBEDATUM      | 15. April 2006                               |
| STERBEORT        | Bad Hersfeld                                 |